# Carex poeppigii
Carex poeppigii är en halvgräsart som beskrevs av Charles Baron Clarke och Gerald A. Wheeler. Carex poeppigii ingår i släktet starrar, och familjen halvgräs. Inga underarter finns listade i Catalogue of Life.